# Nora Enríquez
Nora Enríquez se ha desempeñado como curadora, en dos exposiciones tituladas Exónome (2008) y Mexico 2010 (2010), participó con artistas mexicanos como Ana Labastida, quien creó la obra White colonial window in the Mexico City with San Francisco’s Downtown Buildings, y Sergio de la Torre, productor del documental titulado Maquilópolis. En la exhibición Mexico 2010, los tres presentaron una introducción a los materiales audiovisuales exhibidos en dicho evento, el 17 de septiembre de 2010.
La arquitecta curó la exposición Spaces Through Gender, que reconoce la relevancia del trabajo de las arquitectas latinoamericanas, esta exhibición tuvo lugar en San Francisco en el marzo del Architecture and the city festival.  Durante la planeación de la exposición señalada, Nora Enríquez participó en la discusión sobre la temática del proyecto en una mesa redonda, que fue dirigida por Sandra Vivanco, profesora Asociada de Arquitectura y Diversidad Cultural en el Colegio de Artes de California.

## Formación académica
Estudió la Licenciatura en Arquitectura y Urbanismo en la Universidad Iberoamericana, también hizo un diplomado en Arte Contemporáneo en la Universidad de Berkeley. Trabajó en Handel Architects, colaboró en el diseño de la Millennium Tower, ubicada en San Francisco, Estados Unidos.

## Becas y distinciones
Formó parte del equipo de arquitectos que diseñaron la Millenium Tower, trabajo que fue merecedor de los siguientes premios: el Award for Outstanding Project Management (2009) y Award of Merit for a Multi-family Residential Project (2009).

## Proyectos destacados
Curadora de la exposición EXONOME, en la que fueron expuestas obras producidas por cuarenta artistas provenientes de Iberoamérica, en el Consulado ubicado en San Francisco, Estados Unidos, la muestra estuvo abierta al público desde el 26 de noviembre de 2008 al 18 de diciembre del mismo año.
Curadora de la exposición Mexico 2010, compuesta por piezas de arte moderno mexicano producido en el siglo XX, en conmemoración al centenario de la Revolución Mexicana y bicentenario de la Independencia de México, tuvo lugar en el Young Museum, ubicado en San Francisco, Estados Unidos, estuvo abierta al público el 17 de septiembre de 2010.
Curadora en la exposición Space Through Gender, en la que fueron expuestas obras creadas por 30 mujeres latinas, en conmemoración al Día de la Mujer, tuvo lugar en el Centro Cultural de Artes Latinas, ubicado en San Francisco, Estados Unidos, estuvo abierta al público del 9 de marzo de 2016 al 16 de abril del mismo año.